# العلاقات الطاجيكستانية اللبنانية
العلاقات الطاجيكستانية اللبنانية هي العلاقات الثنائية التي تجمع بين طاجيكستان ولبنان.

## مقارنة بين البلدين
هذه مقارنة عامة ومرجعية للدولتين:
| وجه المقارنة                                              | طاجيكستان                          | لبنان                                                                |
| --------------------------------------------------------- | ---------------------------------- | -------------------------------------------------------------------- |
| المساحة (كم2)                                             | 143.10 ألف                         | 10.45 ألف                                                            |
| عدد السكان (نسمة)                                         | 8.92 مليون                         | 6.10 مليون                                                           |
| الكثافة السكانية (ن./كم²)                                 | 62.33                              | 583.73                                                               |
| العاصمة                                                   | دوشنبه                             | بيروت                                                                |
| اللغة الرسمية                                             | اللغة الطاجيكية                    | اللغة العربية، لغة فرنسية                                            |
| العملة                                                    | ساماني طاجيكي، الروبل الطاجيكستاني | ليرة لبنانية                                                         |
| الناتج المحلي الإجمالي (بليون دولار)                      | 7.15 مليار                         | 51.84 مليار                                                          |
| الناتج المحلي الإجمالي (تعادل القوة الشرائية) بليون دولار | 24.03 مليار                        | 81.54 مليار                                                          |
| الناتج المحلي الإجمالي الاسمي للفرد دولار أمريكي          | 925                                | 8.05 ألف                                                             |
| الناتج المحلي الإجمالي للفرد دولار أمريكي                 | 2.69 ألف                           | 17.46 ألف                                                            |
| مؤشر التنمية البشرية                                      | 0.624                              | 0.769                                                                |
| رمز المكالمات الدولي                                      | +992                               | +961                                                                 |
| رمز الإنترنت                                              | .tj                                | .lb                                                                  |
| المنطقة الزمنية                                           | ت ع م+05:00                        | ت ع م+02:00، ت ع م+03:00، توقيت شرق أوروبا، توقيت شرق أوروبا الصيفي ‏ |

## منظمات دولية مشتركة
يشترك البلدان في عضوية مجموعة من المنظمات الدولية، منها:
| علم المنظمة | اسم المنظمة                        | تاريخ انضمام طاجيكستان | تاريخ انضمام لبنان |
| ----------- | ---------------------------------- | ---------------------- | ------------------ |
|             | مؤسسة التنمية الدولية              | 4 يونيو 1993           | 10 أبريل 1962      |
|             | مؤسسة التمويل الدولية              | 2 ديسمبر 1994          | 28 ديسمبر 1956     |
|             | منظمة حظر الأسلحة الكيميائية       | ?                      | ?                  |
|             | الأمم المتحدة                      | 2 مارس 1992            | 24 أكتوبر 1945     |
|             | الاتحاد الدولي للاتصالات           | 28 أبريل 1994          | 12 يناير 1924      |
|             | منظمة التعاون الإسلامي             | ?                      | ?                  |
|             | منظمة الشرطة الجنائية الدولية      | ?                      | ?                  |
|             | الاتحاد البريدي العالمي            | ?                      | ?                  |
|             | البنك الدولي للإنشاء والتعمير      | 4 يونيو 1993           | 14 أبريل 1947      |
|             | وكالة ضمان الاستثمار متعدد الأطراف | 9 ديسمبر 2002          | 19 أكتوبر 1994     |
|             | يونسكو                             | 6 أبريل 1993           | 4 نوفمبر 1946      |